# Egyenes fejizom
A musculus rectus capitis anterior egy apró izom az ember nyakában.

## Eredés, tapadás, elhelyezkedés
Az atlas anterior részének dudoráról ered. A nyakszirtcsont (os occipitale) anterior részén tapad az öreglyuk (foramen magnum) közelében.

## Funkció
Dönti a fejet.

## Beidegzés, vérellátás
A ramus anterior nervi spinalis idegzi be. Az aorta muscularis ágai látják el vérrel.